# Contea di Liberty (Florida)
La contea di Liberty (in inglese Liberty County) è una contea della Florida, negli Stati Uniti. Il suo capoluogo amministrativo è Bristol. È una delle cosiddette "dry Counties" (lett. Contee secche), vale a dire quelle contee dove è proibita la vendita di alcolici. Inoltre è la contea meno popolata della Florida e questo è dovuto anche in parte alla presenza del Apalachicola National Forest che occupa metà del territorio.

## Geografia fisica
La contea ha una superficie di 2.184 km² di cui lo 0,86% è coperta d'acqua. Dalla parte ovest il confine è segnato dal fiume Apalachicola e confina con le seguenti contee:
- Contea di Gadsden - nord-est
- Contea di Wakulla - est
- Contea di Leon - est
- Contea di Franklin - sud
- Contea di Gulf - sud-ovest
- Contea di Calhoun - ovest
- Contea di Jackson - nord-ovest

## Storia
La Contea di Liberty fu istituita nel 1855 e fu chiamata così per l'ideale popolare americano di libertà.

## Città principali
- Bristol

## Politica
| Anno | Repubblicani | Democratici | Altri |
| ---- | ------------ | ----------- | ----- |
| 2004 | 63,8%        | 35,4%       | 0,8%  |
| 2000 | 54,6%        | 42,2%       | 3,2%  |
| 1996 | 42,2%        | 40,1%       | 17,7% |
| 1992 | 43,7%        | 31,8%       | 24,5% |
| 1988 | 65,3%        | 32,6%       | 2,2%  |